# 布里斯基兵鯰
布里斯基兵鯰，為輻鰭魚綱鯰形目美鯰科的其中一種，為熱帶淡水魚。分布於南美洲巴拉圭河上游流域，體長可達8.8公分，棲息在底層水域，為日行性，生活習性不明，可做為觀賞魚。

## 扩展阅读
維基物種上的相關：布里斯基兵鯰